# Caterina Tomàs i Gallard
Caterina Tomàs i Gallard (Valldemossa, Mallorca, 1 de maig de 1531 - Convent de Santa Magdalena de Palma, 5 d'abril de 1574-Dilluns Sant) fou una religiosa mallorquina beatificada el 1792 pel papa Pius VI i canonitzada el 1930 pel papa Pius XI. És coneguda arreu de Mallorca pel nom de la Beata o la Beateta i de Sor Tomassa o Sor Tomaseta, i, poèticament, de la Santa Pagesa.

## Biografia
Santa Caterina Tomàs, filla de Jaume i de Marquesina, era la sisena de set germans: Miquel, Bartomeu, Jaume, Mateu, Anna, Caterina i Margarida. Poc després de néixer l'últim fill, el 1535, el pare morí. El 1541 moriren també la mare i l'avi patern. El 1544, Caterina passà de dependre de l'oncle matern, Joan Gallard, casat amb una germana de la mare, Maria Tomàs: aquest es comprometé a tenir-ne cura durant cinc anys amb l'obligació de vestir-la, calçar-la, alimentar-la i pagar-li 5 lliures pel seu treball. A canvi, ella havia de treballar en profit de la casa, el mas Son Gallard, que l'emparava fent les feines típiques de pagès.
Caterina va tenir la sort de comptar, per mediació de mossèn Castanyeda, amb l'amistat d'una família benestant, la familia Fortesa i Tagamanent, que la va admetre a les classes particulars que rebia la seva filla Elisabet Safortesa Gual-Desmur. D'aquesta manera aconseguí que cap als dinou anys, Caterina fos una persona amb una bona educació intel·lectual.
El 1552 va enmalaltir i es va traslladar a Raixa, on va ser atesa pels senyors de la finca; una vegada més, demanà consell a mossèn Castanyeda, antic soldat dels exèrcits de Carles I que s'havia salvat d'un naufragi i havia escollit viure com un ermità a Miramar. Gràcies a la seva ajuda, pogué entrar als 21 anys a l'històric convent de Santa Magdalena de Ciutat. Era un monestir de Canongesses Regulars de Sant Agustí i, per tant, dedicat a la pregària. En el temps que hi entrà Caterina, el papat ja havia imposat una severa clausura per a tots els monestirs femenins. Professà el 24 d'agost de 1555.
Aviat s'escampà la saviesa i prudència de la nova monja i foren moltes les persones, tant pobres com riques, que acudien al locutori per buscar-hi consell. No era estrany que el bisbe mateix de Mallorca, Diego d'Arnedo, fos un dels visitants. Tanta va ser l'estima que li tenien les seves germanes, que en un capítol celebrat el 1571, va ser escollida priora per unanimitat, però ella hi va renunciar poques hores després de la seva elecció.
Caterina Tomàs era de complexió malaltissa, sembla que tuberculosa, i la dura vida que portava en el convent augmentà la seva feblesa. El seu intens amor a Crist la feia ser humil, tenint amb freqüència experiències místiques. Contemporanis seus explicaven d'haver-la vist en èxtasis. Solien durar unes 24 hores i alguna vegada, espantades les seves companyes, havien anat a buscar herbes remeieres de Miramar, a tocar de casa seva, per treure-la d'aquesta situació en què es trobava. Una d'aquestes expressions místiques va tenir lloc la vigília de Nadal quan una monja, Sor Aina Serralta, li demanà sucre per cantar millor el cant de la Sibil·la. Caterina contestà que li donaria al cor de l'església. Allí la va trobar en èxtasi amb un pa de sucre a la mà. Quan tornava en si narrava les seves lluites amb el Mal. Tenia fama de visionària amb aparicions de santa Caterina d'Alexandria, Santa Pràxedes,Sant Antoni Abat, Sant Pere, Sant Bru, els Sants metges Cosme i Damià i àngels, i de preveure el futur, cosa que impactà el bisbe Arnedo.
La seva mort, el 1574, fou per ella viscuda amb tranquil·la serenitat. El 1617 s'obrí la tomba de la santeta i es veié que la roba estava com “quan ix de bona bugada” i el cos restava sense cap impuresa, cosa que meravellà els qui hi estaven presents. El 1625 el papa Urbà VIII suspengué el seu culte però el papa Pius VI la beatificà i Pius XI la canonitzà el 1930.
Sor Tomassa mantingué una generosa correspondència. Malauradament només es conserven dues cartes dirigides al P. Vicenç Mas, on es reflecteix el seu amor a la vida plena –recomanava dormir com a mínim sis hores i menjar allò que el cos necessitava i la seva fe cristiana fortificada per l'alegria i l'esperança en Déu. La redacció d'aquestes cartes és agradable, amb un llenguatge ric i ple de matisos, que segur que connectaven amb qui anaven dirigides.

## Iconografia
Obresː
Pintura d'autor desconegut procedent del convent de les dominiques de Palma. s. XVIII. Museu d'Art Sacre de Mallorca

## Cultura popular
Es commemoren festes en honor seu el 28 de juliol a Valldemossa, el primer diumenge de setembre a Santa Margalida, al Juliol a Vilafranca de Bonany, i el tercer dissabte del mes d'octubre a Palma (Mallorca).
La figura de santa Catalina Thomàs és molt present en la cultura popular mallorquina, especialment a Valldemossa. Mostres d'això són les rajoletes amb representacions de moments de la vida de la santa que a partir de 1962 (arran d'una exposició d'aquestes peces que va tenir lloc aquell any durant les festes) començaren a col·locar-se als portals de les cases valldemossines amb la inscripció "Santa Catalina Thomàs pregau per nosaltres".
És molt coneguda també, i a Valldemossa té gairebé rang d'himne oficial, la cançó que diu
| Sor Tomaseta, a on sou? Ja vos podeu amagar perquè el dimoni vos cerca; dins un pou vos vol tirar. Ella portava el dinar An els pobres segadors, I el dimoni envejós El covo li va tomar. Ella el va tornar a aixecar, I va ser més saborós. | No hi ha rosa alexandrina Ni clavell amb tanta olor, Ni mel amb tanta dolçor Com el teu nom Catalina. Oh, bell racó de muntanya Sempre florit com l'abril Qui mai t'ha vist és de plànyer, Oh, Valldemossa gentil. | Santa Verge Catalina, Que per sempre al cel regnau, Ompliu de fe i de pau La vila valldemossina. Què en viva la Beata Què en viva Catalina, Què en viva sor Tomassa, Que és santa valldemossina! Què en viva, què en viva! |

A altres localitats, el penúltim vers es canta "que és santa mallorquina". És també famosa la tradicional colcada del carro triomfal, que es passeja pels carrers de Valldemossa cada 28 de juliol.

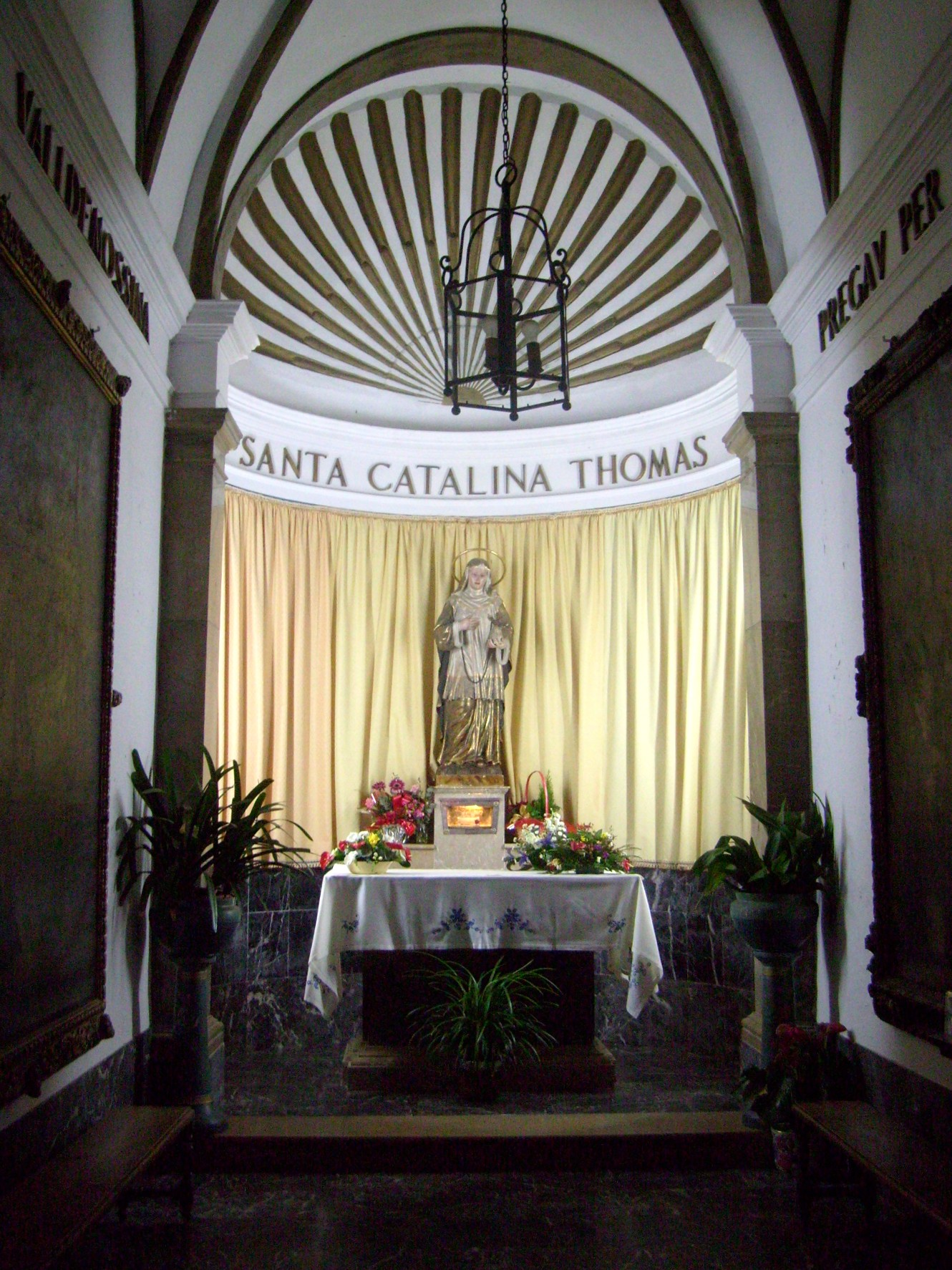
Capella de la santa a la seva casa natal de Valldemossa
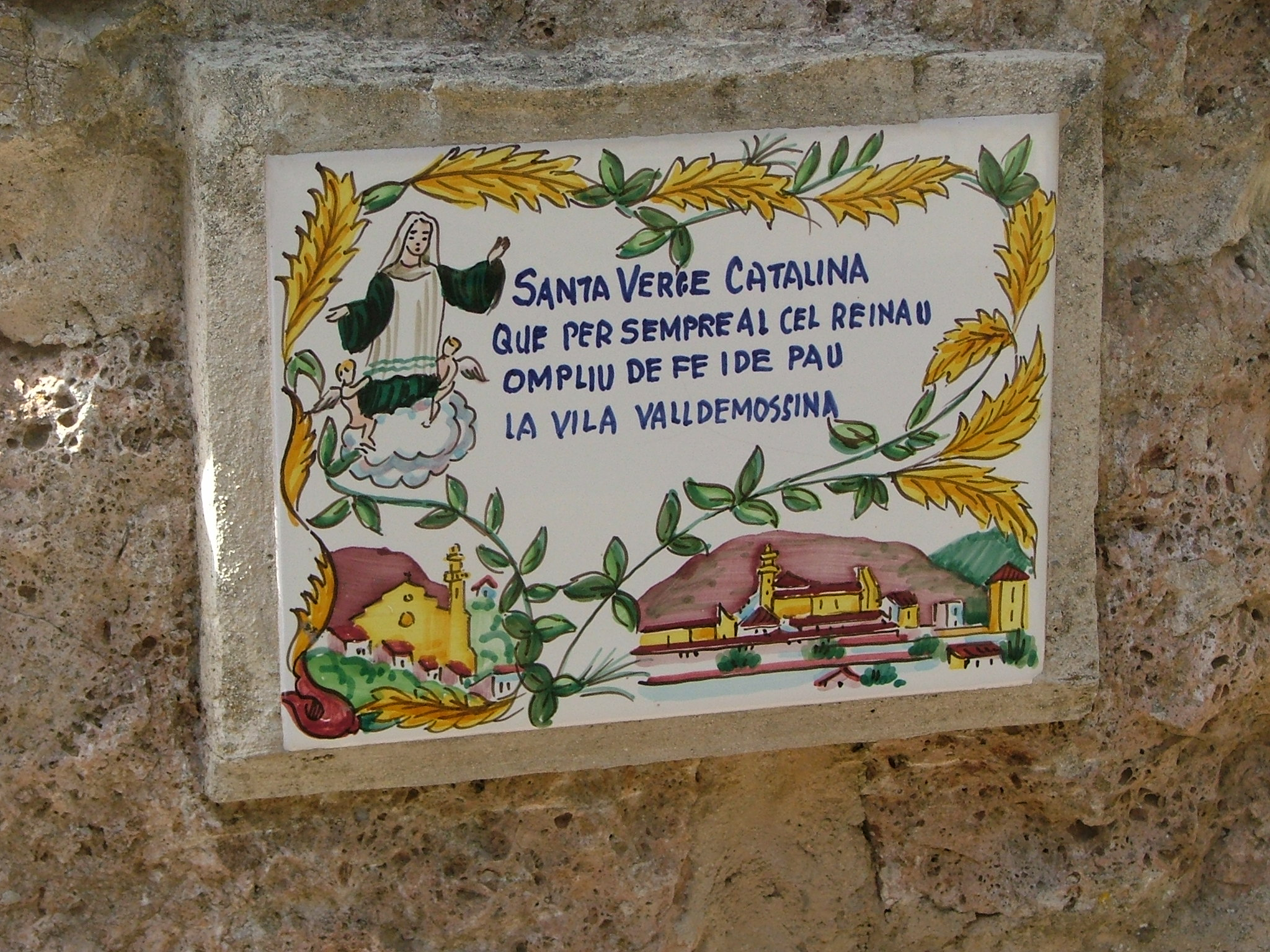
Rajoleta devocional de la santa a Valldemossa
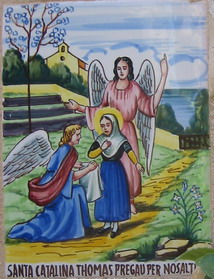
Rajola devocional amb la santa de petita acompanyada d'àngels
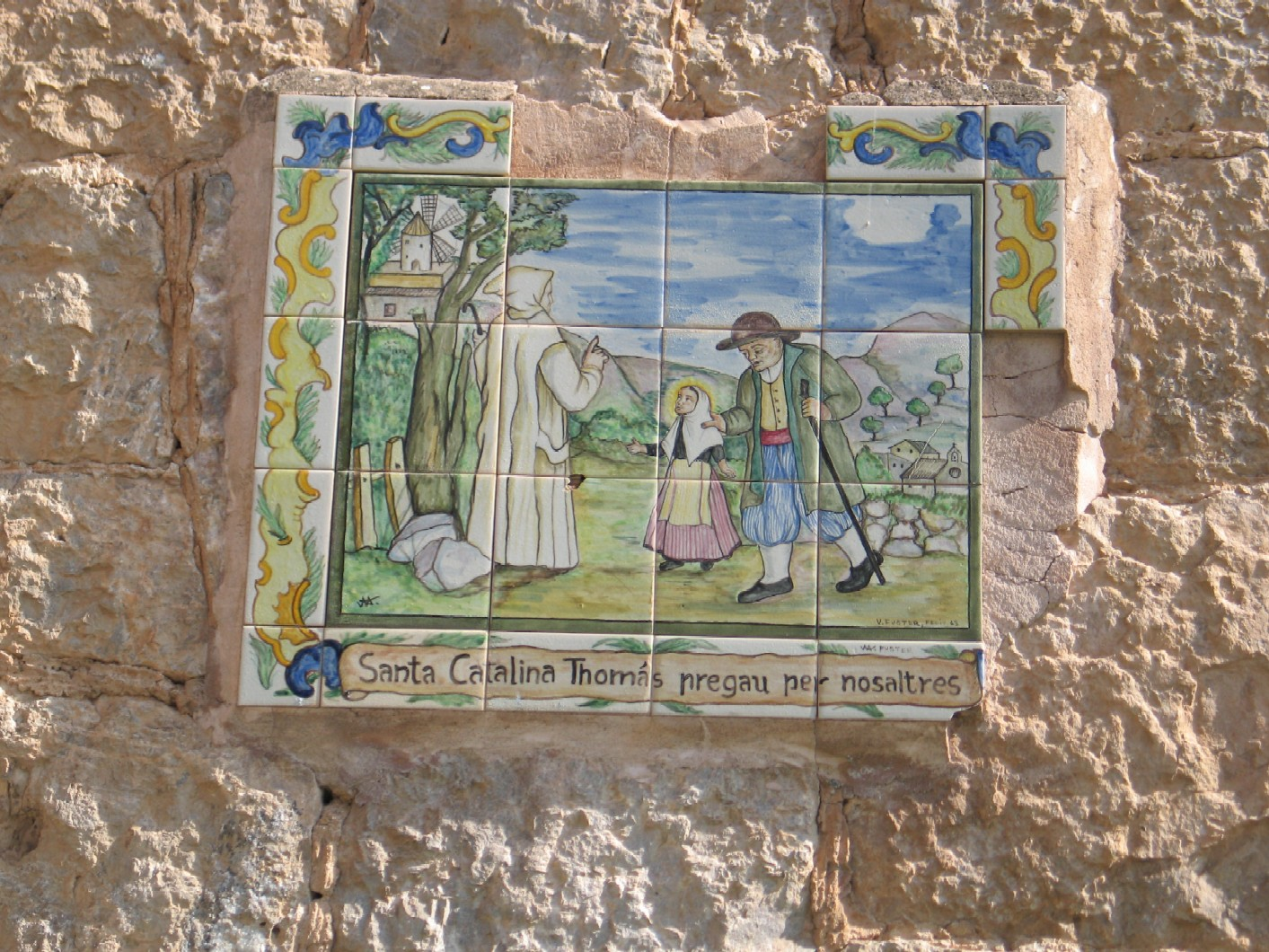
Sant Bru s' apareix a Santa Catalina Thomàs

Atesa la devoció popular, molts de municipis de Mallorca tenen un carrer o una plaça dedicada a la Beata. A Palma arribà a tenir quatre vies dedicades: la plaça de Santa Pagesa, al barri de Bons Aires; el carrer de Sor Tomassa, a la Indioteria; el carrer de la Beata Catalina (actualment carrer de Santa Magdalena), davant el convent de Santa Magdalena; i la plaça del Mercat, que llavors s'anomenava plaça de Santa Catalina Thomàs. Actualment, només els dos primers conserven el nom.